# KBE 19–21
Die Lokomotiven 19–21 der Aktiengesellschaft der Cöln-Bonner Kreisbahnen (ab 1918 Köln-Bonner Eisenbahnen (KBE)) waren meterspurige dreiachsige Dampflokomotiven. Sie verkehrten ab 1900 bei der Vorgebirgsbahn und waren bis zum Ende des Schmalspurbetriebes dort im Einsatz. Danach wurden die Lokomotiven ausgemustert sowie verschrottet.

## Geschichte
Als erstes beschaffte die Aktiengesellschaft der Vorgebirgsbahn Köln-Bonn für ihren schmalspurigen Betrieb auf der Vorgebirgsbahn Trambahnlokomotiven. Da der Betrieb der Bahnlinie auch vielfach die Städte tangierte, war eine seitliche Verkleidung der Achsengruppe erforderlich, und die Steuerung war als Innensteuerung ausgeführt. Mit den 1900 bei Hohenzollern erschienenen dreiachsigen Lokomotiven (seit Juli 1898 firmierte die Gesellschaft als Aktiengesellschaft der Cöln-Bonner Kreisbahnen) wurde die Konstruktion der Trambahnlokomotive verlassen, und es erschien ein Lokomotivtyp mit zwei angetriebenen Achsen sowie einer hinteren Laufachse, die ebenfalls seitlich verkleidet waren.
Die Lokomotiven führten bei der Vorgebirgsbahn den Güterverkehr aus oder waren für den Rangierdienst eingeteilt. Da die Steuerung noch als Innensteuerung ausgeführt war und außerdem sehr verbaut war, erfreuten sich die Loks bei den Personalen nicht allzu großer Beliebtheit. Trotzdem waren sie bis zum Ende des meterspurigen Betriebes bei der Vorgebirgsbahn im Einsatz. Mit der Umspurung der Bahnstrecke 1926–1934 wurden die Lokomotiven ausgemustert sowie verschrottet.

## Konstruktion
Die Maschinen hatten einen Blechrahmen. Die beiden Antriebsräder lagen fest im Rahmen. Ob die Schleppachse als einfache Tragachse oder als bewegliche Achse wie z. B. eine Adamsachse ausgeführt war, geht aus den Unterlagen nicht hervor. Originell war die Bauart der seitlichen Wasserkästen ausgeführt, die unter dem Umlauf angeordnet waren und gleichzeitig die Funktion eines Seitenschutzes des Laufwerkes übernahmen. Sie waren in vier Kammern unterteilt und hatten Aussparungen, um auf die Räder zuzugreifen. Zu einem möglichen Außentriebwerk konnte man sich aber trotzdem nicht durchringen. Die Kesselaufbauten waren ein Dampfdom sowie ein Sandkasten, von dem je Triebwerksseite je ein Sandfallrohr für die Vorwärts- bzw. die Rückwärtsfahrt abgingen.
Zur Kesselspeisung wurden zwei Injektoren mit einer Förderleistung von je 90 l genommen. Ab Werk war der Kohlenkasten der Lok auf dem Umlauf vor dem Führerstand angeordnet. Bei späteren Umbauten wurde er hinter das Führerhaus gelegt. Dafür musste der Mittelpuffer der Balancierhebelkupplung um etwa 420 mm nach hinten verlegt werden, um einen ausreichenden Abstand zwischen Lok und Wagen zu gewährleisten. Bei den Umbauten blieb der Lokrahmen unverändert. Bremstechnisch waren die Loks mit der Saugluftbremse und der Handbremse ausgerüstet.